# Aeropuerto de La Libertad
El Aeropuerto de La Libertad (OACI: MGLL) es un aeropuerto público con una pista de aterrizaje de 1.170 metros de longitud que sirve a la ciudad de La Libertad en el Departamento de Petén, Guatemala . Está ubicado a 4 kilómetros (2,5 mi) al suroeste de la ciudad. 
El Tikal VOR-DME (Ident: TIK ) se encuentra a 18,2 millas náuticas (33,7 km) al noreste del aeropuerto.